# Luigi Marchesi (militare)
Luigi Marchesi (Torino, 16 luglio 1910 – 16 giugno 1997) è stato un militare italiano, ufficiale di stato maggiore del Regio Esercito.

## Biografia
Ufficiale degli Alpini, entrò nel 1940 nello Stato maggiore dell'Esercito. Nella primavera dello stesso anno si trovava, in qualità di ufficiale di collegamento, presso la 10ª armata tedesca mentre sfondava la Linea Maginot francese. Rientrato in Italia, divenne segretario del generale Vittorio Ambrosio, comandante della 2ª Armata, che seguì quando questi diventò capo di stato maggiore del Regio Esercito nel 1942 e capo di stato maggiore della difesa (comando supremo) nel 1943.
Con il grado di maggiore, partecipò ai negoziati a Cassibile per la stipula dell'armistizio con gli Alleati, e il 5 settembre ripartì per Roma dove consegnò alcuni documenti ad Ambrosio (copia dell'armistizio breve e di quello lungo, le modalità per la partenza della flotta da guerra e delle navi mercantili, le istruzioni per l'aeronautica e per le operazioni di sabotaggio, un promemoria per il servizio informazioni, l'ordine di operazioni della 82ª divisione aviotrasportata statunitense che si sarebbe dovuta lanciare su Roma e una lettera di Giuseppe Castellano), al quale riferì anche quanto Castellano gli aveva incaricato di dire, cioè che l'armistizio avrebbe potuto essere dichiarato tra il 10 e il 15, probabilmente il 12.
Il 7 settembre Marchesi, insieme al colonnello Salvi, capo di Stato Maggiore del generale Giacomo Carboni, accolse a Palazzo Caprara due alti ufficiali statunitensi, giunti per parlare con il responsabile della difesa di Roma, cioè Carboni.
Restò famoso un suo intervento al Consiglio della Corona l'8 settembre 1943 dove, sebbene fosse l'ufficiale presente di grado inferiore, richiamò tutti i partecipanti, compresi il Re e il Maresciallo Pietro Badoglio, al rispetto delle regole dell'onore militare e contrastò la proposta di Carboni di sconfessare l'armistizio firmato pochi giorni prima e annunciato da pochi minuti da Radio Algeri, cercando un nuovo accordo con i tedeschi, ammonendo i presenti che la reazione angloamericana sarebbe stata durissima. L'intervento del maggiore Marchesi fu risolutivo e la proposta di Carboni fu respinta.
Lo storico e giornalista Ruggero Zangrandi valuta in modo negativo il concorso e l'attività del maggiore Marchesi alle vicende dell'Armistizio; l'autore lo definisce "personaggio oscuro", collegato alle vicende più misteriose del periodo: depositario della radio clandestina portata da Castellano a Roma il 27 agosto, presente il 2 settembre a Cassibile, latore della lettera misteriosa di Castellano ad Ambrosio con la data della proclamazione dell'armistizio. Il maggiore inoltre accolse il generale Maxwell Taylor in assenza di Ambrosio, decriptò, tramise e ricevette i messaggi tra Badoglio e Eisenhower della mattina dell'8 settembre; inoltre fu lui che ricevette da Ambrosio tra le ore 03.00 e 03.45 del 9 settembre le disposizioni per la fuga a Pescara.
Riguardo alla vicenda del Consiglio della Corona, Zangrandi rileva come la presenza di Marchesi fu richiesta espressamente da Ambrosio che era il solo, insieme a Badoglio, a conoscenza dei dettagli delle trattative, delle clausole dell'armistizio e dei tempi brevissimi della sua prevista attuazione. Di fronte alla sorpresa e alle rimostranze degli altri partecipanti, ignari di molti dettagli, Ambrosio avrebbe fatto intervenire "ad arte" il maggiore Marchesi che, con l'espediente di leggere una presunta ultima parte del radiogramma del generale Eisenhower, apparentemente appena giunta ma in realtà arrivata già prima e a conoscenza sia di Badoglio sia di Ambrosio, avrebbe in termini drammatici posto la questione della necessità dell'accettazione immediata delle clausole armistiziali, vincendo le resistenze degli altri componenti del Consiglio. L'intervento del maggiore Marchesi quindi, secondo Zangrandi, non sarebbe stato spontaneo e frutto della sua esasperazione per la lentezza delle decisioni, ma una manovra architettata da Ambrosio per convincere i partecipanti ad accettare subito l'armistizio di cui erano venuti a conoscenza solo in quel momento. Peraltro la partecipazione e il ruolo di Marchesi non vengono neppure citati nelle testimonianze di Badoglio, Acquarone e De Stefanis, mentre Ambrosio afferma esplicitamente che fu lui a richiedere a Marchesi di intervenire. 
Altre fonti danno invece un giudizio positivo del ruolo di Marchesi durante quei momenti drammatici.
La suddetta versione di Zangrandi non è condivisa dalla maggior parte degli autori storici e memorialisti, tra cui: Paolo Monelli, Paolo Puntoni, Raffaele de Courten, Indro Montanelli, Renzo Trionfera, Domenico Bartoli, Silvio Bertoldi, Elena Aga Rossi.  Riguardo al cosiddetto "consiglio della corona"  che ebbe luogo al Quirinale alle 17:30 del cruciale giorno 8 settembre e ai fatti di quel settembre 1943 si hanno le versioni più disparate, infatti esiste una vasta letteratura storica e ricerca storiografica che tuttavia non ha potuto dissipare alcuni misteri e circostanze controverse.
Marchesi seguì le più alte autorità a Brindisi trovando imbarco a Ortona sulla corvetta Baionetta.
Nel prosieguo della guerra coordinò operazioni di spionaggio militare nell'Italia occupata dai nazifascisti. Lasciò il servizio nel 1945 dopo la fine della guerra e successivamente raggiunse il grado di generale nella riserva. Nel 1969 furono pubblicate dalla casa editrice Bompiani le sue memorie di guerra sotto il titolo di Come siamo arrivati a Brindisi. In seguito, nel 1993, la casa editrice Mursia ha pubblicato un altro suo libro: Dall'impreparazione alla resa incondizionata.
Morì a Torino nel 1997, all'età di 86 anni.